# متلازمة فرط التنبيه المبيضي
متلازمة فرط تنبيه المبيضي هي متلازمة طبية تحدث لبعض النساء اللواتي يتناولن أدوية الخصوبة التي تعمل على تنبيه المبيض لتحسين عملية التبويض، كما قد تحدث في حالات نادرة جدًا لبعض النساء دون تناول أدوية، وتظهر معظم الحالات بشكل بسيط، ونادرًا ما تكون الحالة شديدة بشكل يمكن أن يؤدي إلى مرض خطير أو حتى حدوث وفاة.

## العلامات والأعراض
تُصنف الأعراض ضمن ثلاث فئات، بسيطة ومتوسطة وشديدة، وتشمل الأعراض الخفيفة انتفاخ البطن والشعور بالامتلاء والغثيان والإسهال وزيادة طفيفة في الوزن. فيما تشمل الأعراض المتوسطة زيادة مفرطة في الوزن، وزيادة محيط البطن، والتقيؤ، والإسهال، والبول الداكن، وانخفاض كمية البول، والعطش الشديد، والشعور بجفاف الجلد. أما الأعراض الشديدة فتشمل ضيق التنفس، والانصباب الجنبي، وانقطاع البول، وآلام في الربلة والصدر وأسفل البطن. 

### المضاعفات
قد يصاحب متلازمة فرط التنبيه المبيضي بعض المضاعفات مثل لي المبيض، والخثار الوريدي والتهاب الوريد الخثاري، ومتلازمة الضائقة التنفسية الحادة، واضطرابات معادن الجسم، والفشكل الكلوي ومرض الكلى المزمن، وتختفي هذه الأعراض بشكل عام في غضون أسبوع إلى أسبوعين، ولكنها تكون أكثر حدة وتستمر لفترة أطول في حالة حدوث الحمل، ويرجع ذلك إلى الدور الذي تبذله موجهة الغدد التناسلية المشيمائية على الجسم الأصفر الموجود في المبايض للحفاظ في الحفاظ على الحمل في المراحل الأولى قبل تتطور المشيمة بالكامل.

## الأسباب
تُعتبر متلازمة فرط التنبيه المبيضي نادرة جدًا، وقد تحتوي على مكون وراثي، ويمكن أن يؤدي علاج سيترات الكلوميفين (والمعروف تجاريا كلوميد) أحيانًا إلى متلازمة فرط التنبيه المبيضي، لكن الغالبية العظمى من الحالات تصاحب العلاج باستخدام موجهات الغدد التناسلية (مثل الهرمون المنشط للحوصلة وموجهة الغدد التناسلية المشيمائيةموجهة الغدد التناسلية المشيمائية لتحفيز نضج البويضات النهائي وإطلاقها من المبيض). وقد وُجد أن حوالي 5% من النساء المعالَجات قد يعانين من متلازمة فرط التنبيه المبيضي المتوسطة إلى الشديدة، ويتوقف حدوث متلازمة فرط التنبيه المبيضي وشدتها على عوامل الخطورة لدى المرأة، والأودية المستخدمة، وتشمل عوامل الخطورة متلازمة المبيض المتعدد الكيسات، والشيخوخة، وانخفاض مؤشر كتلة الجسم، وارتفاع عدد حويصلات غراف، ونمو العديد من حويصلات المبيض بسبب التنبيه الدوائي، وارتفاع تركيز هرمون الاستراديول، وكذلك استخدام موجهة الغدد التناسلية المشيمائية لإنضاج البويضات ودعم الجسم الأصفر، وحدوث الحمل (مما يؤدي إلى زيادة داخلية في موجهة الغدد التناسلية المشيمائية).

ترتبط متلازمة فرط التنبيه المبيضي بشكل خاص بحقن هرمون موجهة الغدد التناسلية المشيمائية، والتي تستخدم للحث على إنضاج البويضات وإطلاقها، ويزداد الخطر بزيادة الجرعات، كما يزداد بحدوث الحمل.

## الفيزيولوجيا المرضية
تتميز متلازمة فرط التنبيه المبيضي بوجود العديد من الأكياس المتصفرة داخل المبايض، مما يؤدي إلى تضخم حجم المبيض وحدوث مضاعفات ثانوية، وهو الأمر الذي قد يشمل تقريبا جميع النساء اللائي يخضعن لتنبيه المبيض، إلا أن السمة المركزية لمتلازمة فرط التنبيه المبيضي المهمة هي وجود فرط نفاذية الأوعية الدموية وهروب السوائل من الأوعية إلى التجويف البطني أو الجنبي. 

نظرًا لتسبب موجهة الغدد التناسلية المشيمائية في خضوع المبيض لعملية تصفر واسعة النطاق، فإنه يترتب على ذلك إطلاق كميات كبيرة من هرمون الاستروجين والبروجسترون والسيتوكين، ويكاد يكون من المؤكد وجود عامل النمو البطاني الوعائي كمادة رئيسية تتسب في حدوث فرط نفاذية الأوعية الدموية، مما يؤدي لتسريب السوائل خارج الشعيرات الدموية ومن ثَم هروبها من الأوعية الدموية وتراكمها في التجويف البطني والجنبي، وهو ما يؤدي إلى حدوث استسقاء بطني، كما أن هروب السوائل من الأوعية الدموية يؤدي إلى نقص حجم الدم مع ما يصاحبه من مشكلات للجهاز التنفسي والدوري والكلى (بسبب الانصمام الخثاري الشرياني لأن الدم يُصبح أكثر سمكًا بسبب هروب السوائل).

## الوقاية
يحد عقار الكابيرجولين من متلازمة فرط التنبيه المبيضي بشكل كبير، وفقًا لمراجعة مؤسسة كوكرين، لكن التجارب الشاملة لم تذكر معدلات المواليد الأحياء أو معدلات الحمل المتعدد. ويعمل الكابيرجولين (كغيره من محفزات الدوبامين الأخرى) على الحد من شدة متلازمة فرط التنبيه المبيضي عن طريق التدخل في عامل النمو البطاني الوعائي. خلصت مراجعة منهجية وتحليل تلوي إلى أن العلاج الوقائي باستخدام كابيرجولين يقلل من حدوث متلازمة فرط التنبيه المبيضي وليس من شدتها، دون التأثير على نتائج الحمل.

## العلاج
يعتمد علاج متلازمة فرط التنبيه المبيضي على شدة الحالة، ويمكن علاج متلازمة فرط التنبيه المبيضي الخفيفة بشكل متحفظ من خلال مراقبة محيط البطن والوزن حتى حدوث الحمل أو الحيض. ويمكن أن يتسبب الحمل في تفاقم شدة الحالة.[بحاجة لمصدر]

يتم التعامل مع متلازمة فرط التنبيه المبيضي المتوسطة بالراحة في الفراش والسوائل والمراقبة الدقيقة بالمختبرات المعملية مثل معادن الجسم وتعداد الدم، كما يمكن استخدام الموجات فوق الصوتية لمراقبة حجم حويصلات المبيض، كما قد يراقب الطبيب -بحسب الحاجة- كمية السوائل الداخلة والخارجة من الجسم، بحثًا عن أي اضطراب في توازن السوائل، ويشير النقص المتتالي في حجم الحويصلات إلى الشفاء من المتلازمة.
أحيانا يكون من الضروري شفط السوائل المتراكمة في التجويف البطني أو الجنبي، وكذلك إعطاء الأم مواد أفيونية لتسكين الألم. أما إذا تطورت متلازمة فرط التنبيه المبيضي أثناء بروتوكول التلقيح الاصطناعي، فقد يكون من الحكمة تأجيل نقل الأجنة السابقة لأن الحمل يمكن أن يطيل وقت الشفاء أو يزيد من شدة المتلازمة.